# آنتوان بونیفاسی
آنتوان بونیفاسی (فرانسوی: Antoine Bonifaci‎؛  ۴ سپتامبر ۱۹۳۱ – ۲۹ دسامبر ۲۰۲۱) بازیکن فوتبال اهل فرانسه بود.

## باشگاهی
از باشگاه‌هایی که در آن بازی کرده بود می‌توان به باشگاه فوتبال ویچنزا، باشگاه فوتبال نیس، باشگاه فوتبال اینتر میلان، باشگاه فوتبال تورینو و باشگاه فوتبال بولونیا اشاره کرد.

## تیم ملی
وی همچنین در تیم ملی فوتبال فرانسه بازی کرده بود.